# Ropica bicristata
Ropica bicristata är en skalbaggsart som beskrevs av Stefan von Breuning 1939. Ropica bicristata ingår i släktet Ropica och familjen långhorningar.
Artens utbredningsområde är Sarawak. Inga underarter finns listade i Catalogue of Life.